# Suape (tiểu vùng)
Suape là một tiểu vùng thuộc bang Pernambuco, Brasil. Tiều vùng này có diện tích 975 km², dân số năm 2007 là 212066 người.